# Sanremo Tennis Cup 2005
Il Sanremo Tennis Cup 2005 è stato un torneo di tennis facente parte della categoria ATP Challenger Series nell'ambito dell'ATP Challenger Series 2005. Il torneo si è giocato a Sanremo in Italia dal 9 al 15 maggio 2005 su campi in terra rossa.

## Vincitori

### Singolare
Novak Đoković ha battuto in finale  Francesco Aldi con il punteggio di 6–3, 7–6(4)

### Doppio
Francesco Aldi /  Tomas Tenconi hanno battuto in finale  Manuel Jorquera /  Dmitrij Tursunov con il punteggio di 6–4, 6–3